# X40

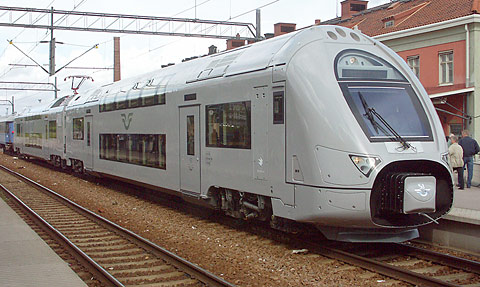
Ett X40-tåg ankommer till Eskilstuna.

X40, eller Alstom Coradia Duplex, är ett tysktillverkat elektriskt motorvagnståg i trafik hos den svenska tågoperatören SJ. Vagntypen har två våningar (dubbeldäckare). 42 X40-vagnar levererades till SJ av Alstom 2004–2008.
Tågen tillverkades av Alstom i Salzgitter i Tyskland och testades i Valenciennes i Frankrike.
Tågtypen går idag (2024) som SJ Regional på sträckorna Stockholm–Västerås–Örebro–Hallsberg–Göteborg och som SJ InterCity på sträckan Linköping–Stockholm–Gävle–Ljusdal. 

## Tekniskt utförande
X40 är ett regionaltåg av motorvagnstyp med distribuerad dragkraft i motorvagnar. X40-tågen har ovanligt långa vagnar (vissa över 27 meter), men i gengäld är vagnkorgen smalare (endast 296 cm, X2 har 305 cm). Utvändigt är X40-tågens yta slät och fönstren ligger i plan med plåten. Dock har taket en hel del elutrustning som ökar luftmotståndet och luftbullret. Vagnkorgen är tillverkad av konventionellt kolstål, till skillnad från Regina och X31 som är tillverkade i rostfritt stål.
Såväl två- som trevagnarsversionen har vagnar som är utrustade med dels en konventionell, tvåaxlig löpboggi och dels en motordriven boggi. Den maximala effekten per motorboggi är 800 kW och drivhjulen har en diameter på 920 mm.
El- och signalsäkerhetssystem är anpassade till svensk-norsk standard, men inte dansk standard. Drivmotorerna är av asynkrontyp (beteckning 4FXA 2854). Axellasten är 21,3 ton (X2-drivenheten har endast maximal 17,5 ton).
Trots den höga hastigheten går tåget tämligen tyst vid maxfart. Ofta går X40:orna ihopkopplade med en två- och en trevagnars motorvagn (137 m längd). Som mest kan fyra tågsätt gå ihopkopplade.

### Översikt eldrivna dubbeldäckare Sverige
|                                                                   | X40            | X40            | ER1                            |
| ----------------------------------------------------------------- | -------------- | -------------- | ------------------------------ |
| Allmänt                                                           |                |                |                                |
| Beteckning                                                        | X40            | X40            | ER1                            |
| Operatör                                                          | SJ             | SJ             | Mälartåg                       |
| Konfiguration                                                     | tvåvagnars     | trevagnars     | fyrvagnars                     |
| Antal axlar                                                       | 8 st           | 12 st          | 16 st                          |
| Huvudleverantör                                                   | Alstom         | Alstom         | Stadler                        |
| Tillverkningsland                                                 | Tyskland       | Tyskland       | Schweiz                        |
| Investeringskostnad per vagn (2020)                               | 35,0 mkr/st    | 35,0 mkr/st    | 26,6 mkr/st                    |
| Leveransstart                                                     | (2005)         | (2005)         | 2019                           |
| Antal tågsätt                                                     | 16 st          | 27 st          | 60 st                          |
| Topphastighet                                                     | 200 km/t       | 200 km/t       | 200 km/t                       |
| Max startdragkraft                                                | 107 kN         | 159 kN         | 240 kN                         |
| Max axellast                                                      | 21,4 t         | 21,4 t         | 20,9 t                         |
| Max kurvhastighet, kategori                                       | B              | B              | B                              |
| Koppeltyp                                                         | automatkoppel  | automatkoppel  | automatkoppel                  |
| Mått och vikt                                                     |                |                |                                |
| Total tåglängd över stötytor                                      | 55 100 mm      | 81 500 mm      | 104 810 mm                     |
| Vagnlängd stötytor                                                | 27 550 mm      | 27 550 mm      | 27 010 mm (typ 600)            |
|                                                                   | 27 550 mm      | 26 400 mm      | 25 820 mm (typ 300)            |
|                                                                   |                | 27 550 mm      | 24 970 mm (typ 200)            |
|                                                                   |                |                | 27 010 mm (typ 100)            |
| Boggiavstånd                                                      | 20 000 mm      | 20 000 mm      | 18 550 mm (typ 100, 200 & 600) |
|                                                                   |                |                | 19 400 mm (typ 300)            |
| Tjänstevikt                                                       | 143,0 t        | 209,0 t        | 242,9 t                        |
| Bruttovikt                                                        | 153,3 t        | 224,8 t        | 269,5 t                        |
| Drivsystem                                                        |                |                |                                |
| Typ av energimatning                                              | kontaktledning | kontaktledning | kontaktledning                 |
| Kontaktledningsspänning                                           | 15 kV AC       | 15 kV AC       | 15 kV AC                       |
| Total motoreffekt                                                 | 1 600 kW       | 2 400 kW       | 4 500 kW                       |
| Komfort                                                           |                |                |                                |
| Klimatanläggning                                                  | ja             | ja             | ja                             |
| Trycktrög vagnskorg                                               | ja             | ja             | ja                             |
| Korgbredd                                                         | 296 cm         | 296 cm         | 292 cm                         |
| Antal säten (1)                                                   | 129 pl         | 197 pl         | 333 pl                         |
| Säten i bredd                                                     | 2 + 2          | 2 + 2          | 2 + 2                          |
| Sätesavstånd                                                      | 90 cm          | 90 cm          | 85 cm                          |
| Golvhöjd entré                                                    | 64,5 cm        | 64,5 cm        | 60,5 cm                        |
| Vakuum WC                                                         | ja             | ja             | ja                             |
| Nyckeltal                                                         |                |                |                                |
| Specifik tjänstevikt                                              | 2,59 t/m       | 2,76 t/m       | 2,57 t/m                       |
|                                                                   | 1 108 kg/säte  | 1 061 kg/säte  | 729 kg/säte                    |
| Specifikt antal säten                                             | 2,34 pl/m      | 2,42 pl/m      | 3,18 pl/m                      |
| Investeringskostnad per säte (2020)                               | 543 tkr/pl     | 532 tkr/pl     | 320 tkr/pl                     |
| Specifik effekt (bruttovikt)                                      | 10,4 kW/t      | 10,7 kW/t      | 16,7 kW/t                      |
| (1) = exkl fällsäten                                              |                |                |                                |
| (2) = 80 kg/pass, exkl sopor o vatten                             |                |                |                                |
| (3) = enligt äldre norm Trafikverket, 150 mm rälsförhöjningsbrist |                |                |                                |

## Komfort
X40 är inrett så att första och andra klass har samma komfort (2+2 stolar i bredd, 90 cm stolavstånd) och samtliga sittutrymmen har luftkonditionering. Den övre våningen i en av ändvagnarna är förstaklass och övriga utrymmen är andraklass.
Det finns förstärkarslingor för mobiltelefoner samt 230 volt 50 Hz eluttag vid varje stol. Vagnarna är även försedda med trådlös anslutning WLAN för internetuppkoppling. Vid introduktionen fanns automater för förtäring och drycker. Dessa togs senare bort på grund av återkommande driftstörningar.
X40 har 58 (tvåvagnars) eller 67 (trevagnars) "riktiga" säten per vagn. Till dessa tillkommer ett antal fällsäten. Det motsvarar enkelvåningståg, till exempel svenska järnvägsvagnar av typ B7 som har 78 säten och Regina som har 82 säten per vagn. Förklaringen till att dubbeldäckaren inte har fler sittplatser är dels att trapporna tar plats, men även i jämförelse med vanliga järnvägsvagnar att tekniska system tar mycket utrymme, samt i jämförelse med Regina att Regina har 2+3 stolar i bredd. Det är 82 riktiga säten i mittvagnen i trevagnarståg. I ursprunglig fransk version är tåget byggt för 4 eller 5 vagnar, men SJ har beställt det med endast 2 eller 3 vagnar, två färre mellanvagnar (som inte har förarplats). Man har också gjort större bagageutrymme än i den franska versionen som är för ren regionaltrafik.
Jämfört med 1980-talsvagnarna (typ B7) hade dessa korgbredden 308 cm och stolavståndet 93 cm, medan X40 endast har 296 cm korgbredd samt 90 cm stolavstånd. B7 saknade dock klimatanläggning samt ingång i samma nivå som vagngolvet, medan X40 har golv i samma nivå som plattform samt klimatanläggning. 
X40 är konstruerat för regionaltrafik med korta stationsavstånd, vilket kräver god accelerationsförmåga. X40 går dock ofta på långa sträckor, vilket det har riktats kraftig kritik emot. Det anses för trångt för det, inte minst i första klass. Det finns inte heller betjänad servering ombord. Ambulerande serveringspersonal med rullvagn finns inte heller eftersom rullvagnarna inte kan köras genom tåget eller tas upp på övervåningen. Tåget har även använts på ganska långa sträckor som Stockholm-Göteborg och Stockholm-Sundsvall. Där har bemannad servering ordnats, vilket inte fungerat så bra på grund av trängseln.

## Driftstörningar
X40-tåget hade under de första åren (2005–2007) många tekniska problem, bland annat med dörrar och luftkonditionering vilket ställde till med förseningar och problem för resenärerna. Många klagomål framfördes gällande för lite plats för bagage, trånga sittplatser, åksjuka på grund av speglingar i fönster och bagagehyllor, dåligt fungerande klimatanläggning, krånglande dörrar, mm. Bristen på bagageutrymme kommer av att tåget är tänkt för arbetspendling, men tågstoppet vid Arlanda flygplats lockar många med mycket bagage. Driftstörningarna har efter åtgärder minskat.
Plats för bagage ökades när man byggde om den ena av två längsställda soffor på övre plan till plats för bagage, samt satte in bagagehyllor på nedervåningarna. Detta förde dock med sig att fem sittplatser och några fällstolar försvann i varje vagn.
Under de snörika vintrarna 2010 samt 2011 har det visat sig att speciellt X40 är känslig mot djurkollisioner. Framförallt har krock med älg varit ett betydande problem som orsakat att många tåg blivit stående. Det är framförallt den känsliga fronten och dess koppel som visat sig ta mycket stryk. Detta ledde till långa reparationstider med fordonsbrist som följd. Även köldrelaterade skador har varit ett problem i form av sönderfrusna toalettsystem. 

## Upprustning
X40 rustas upp 2024–2028 av finska VR Fleetcare i Uleåborg och Pieksämäki. Denna upprustning moderniserar dubbeldäckarna så att de ska kunna hålla ungefär 15 år till. Stolarna ska rustas upp och få nytt tyg för att underlätta städning. Tågsätten ska också få en ny belysning och uppdatering av passagerarinformationssystemet. Tågen ska få en ommålning. 1:a klass-avdelningen ska bli komfortablare men kommer behålla sin 2+2 sittning, en del av fyragrupperna med bord kommer att tas bort för att kunna ha flera platser med medsittning och färre med motsittning. Det har ännu inte beslutat om kaffe/varuautomater kommer återinföras på tågen, något som tidigare funnits ombord.
De 27 X40-tågsätten som har tre vagnar (X40-3) kommer rustas upp mellan 2024 och 2028. SJ har option på ombyggnad av de 15 X40-tågsätten med två vagnar (X40-2).

## Andra länder

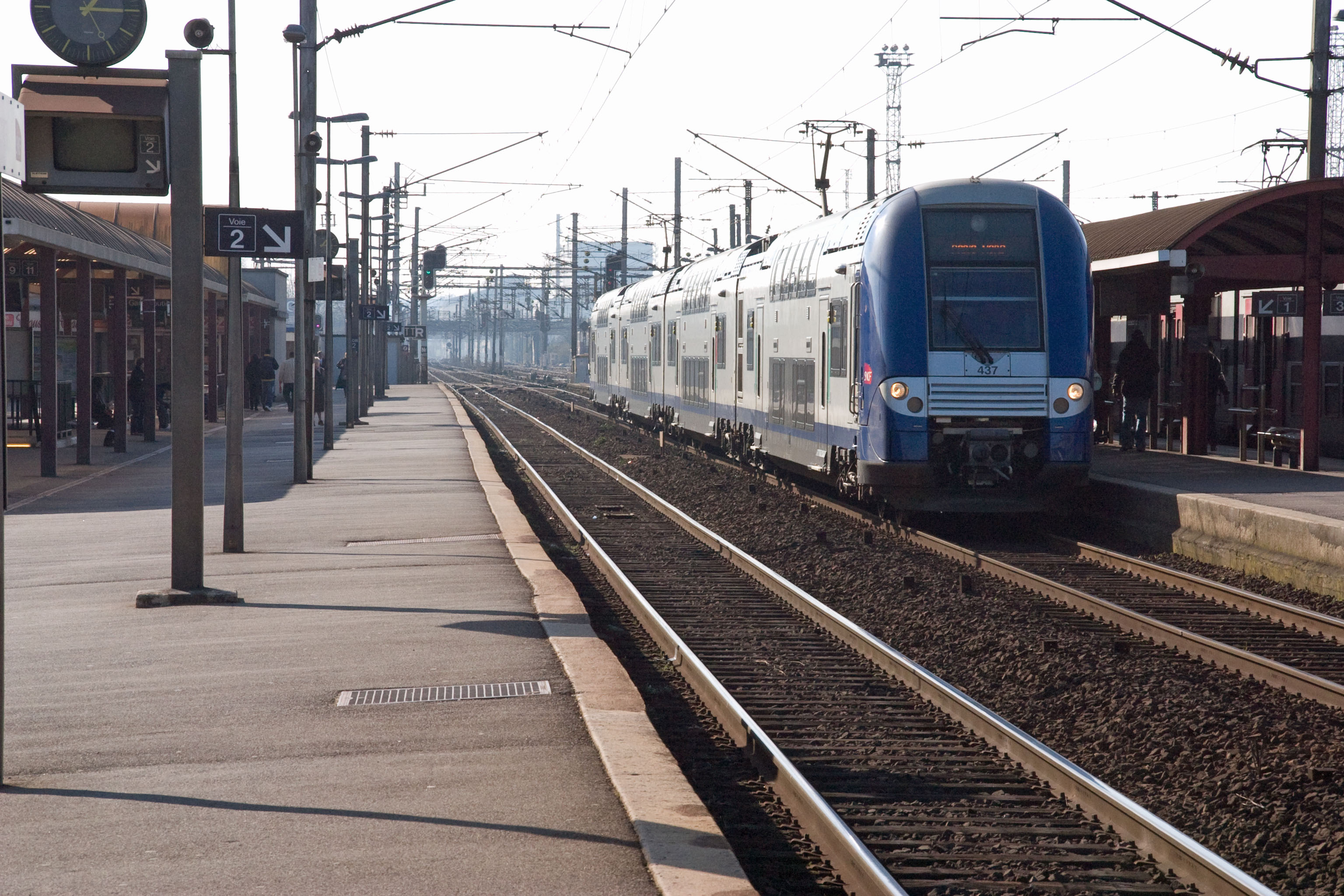
Franskt Coradia Duplex-tåg med fyra vagnar

Alstom har levererat liknande Coradia Duplex-tåg till flera andra länder:
- I Frankrike rullar 90 sådana tåg kallade SNCF Z245000/Z265000. 21 st till är beställda. De har 160 km/h som maxfart och går i regionaltågstrafik (s.k. TER) på linjerna Paris - Amiens, Paris - Beauvais, Amiens - Lille, Paris - Chartres - (Le Mans), Grasse - Ventimiglia (det sista i Italien), Marseille - Nice och Paris - Rouen, och har 4-5 vagnar. 4-vagnarsvarianten har 3200 kW, 107 m längd och 450 sittplatser. 5-vagnarsvarianten har 4000 kW, 134 m längd och 570 sittplatser.
- I Luxemburg rullar 12 tåg.
- I Nederländerna fanns förut ett antal DD-IRM-tåg som likt X40 var tredelade (IRM 3), men dessa moderniserades till VIRM och antalet vagnar halverades medan antalet vagndelar per sätt (åtminstone för IRM3) fördubblades. Det fanns även en fyrdelad version av DD-IRM, vilket då skulle motsvara två multipelkopplade tvåvagnsenheter. Efter moderniseringen av IRM-vagnarna uppkom VIRM-VI som motsvarar två multipelkopplade trevagnståg.